# Madeiras Laurisilva
Madeiras laurisilvaskog (portugisiska: Floresta Laurissilva da Madeira) är en sällsynt relikt av en tidigare utspridd skogstyp. Det är den största överlevande laurisilvaskogen med en yta på cirka 15 000 hektar och man tror att upp till 90% är ursprunglig. Den innehåller en unik flora och fauna, inklusive endemiska arter som madeiraduvan (Columba trocaz). Det blev utsett till ett världsarv 1999.

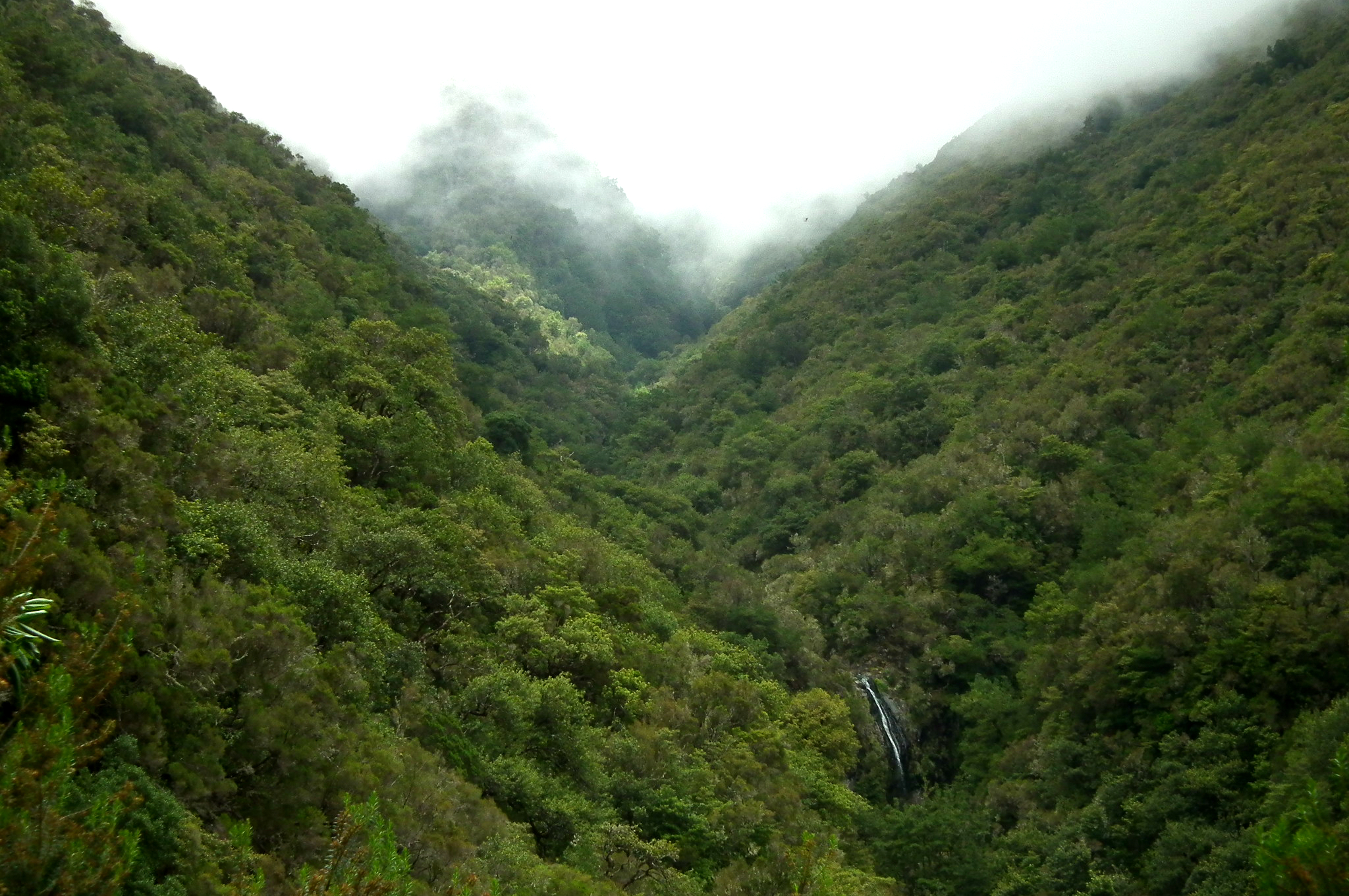
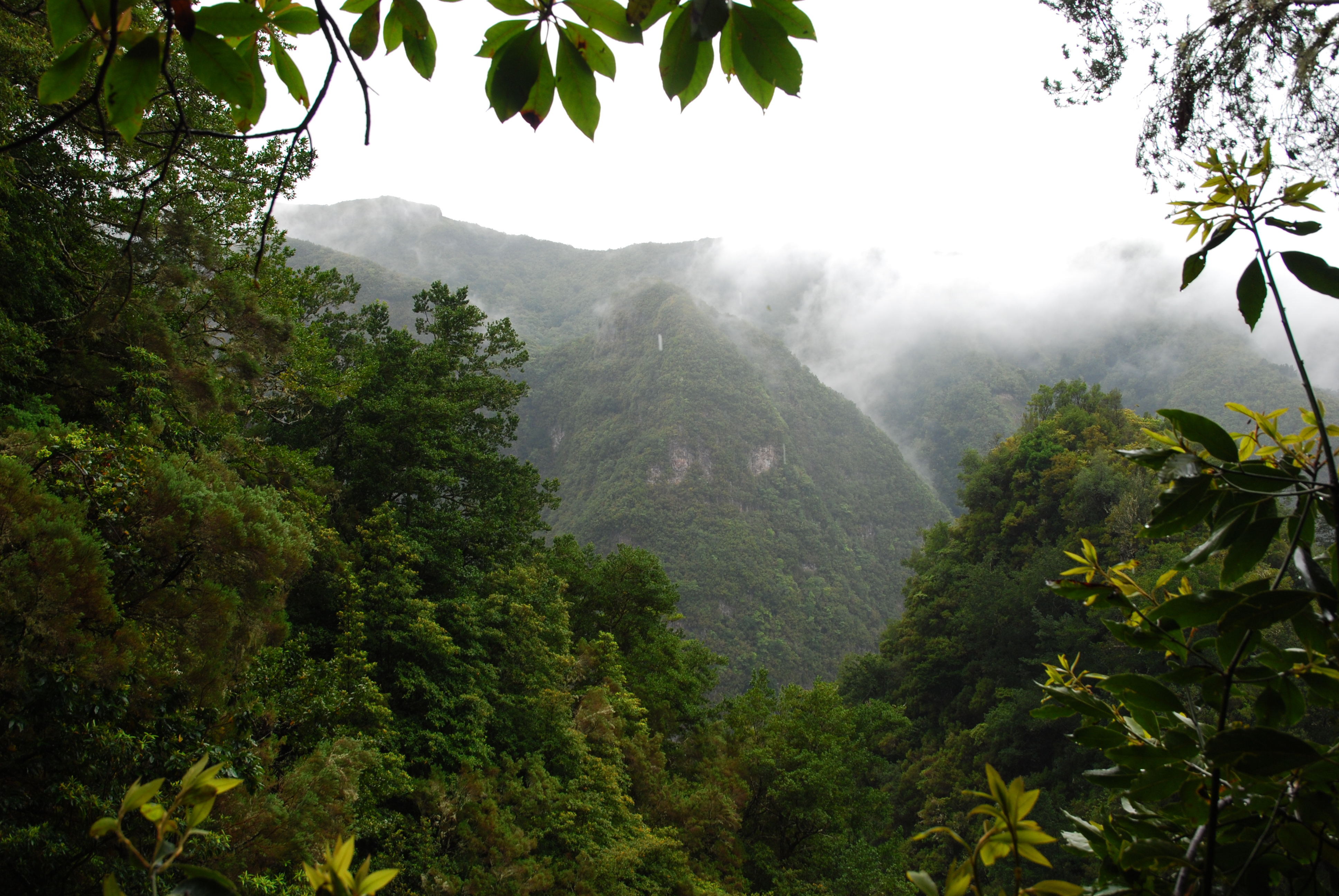
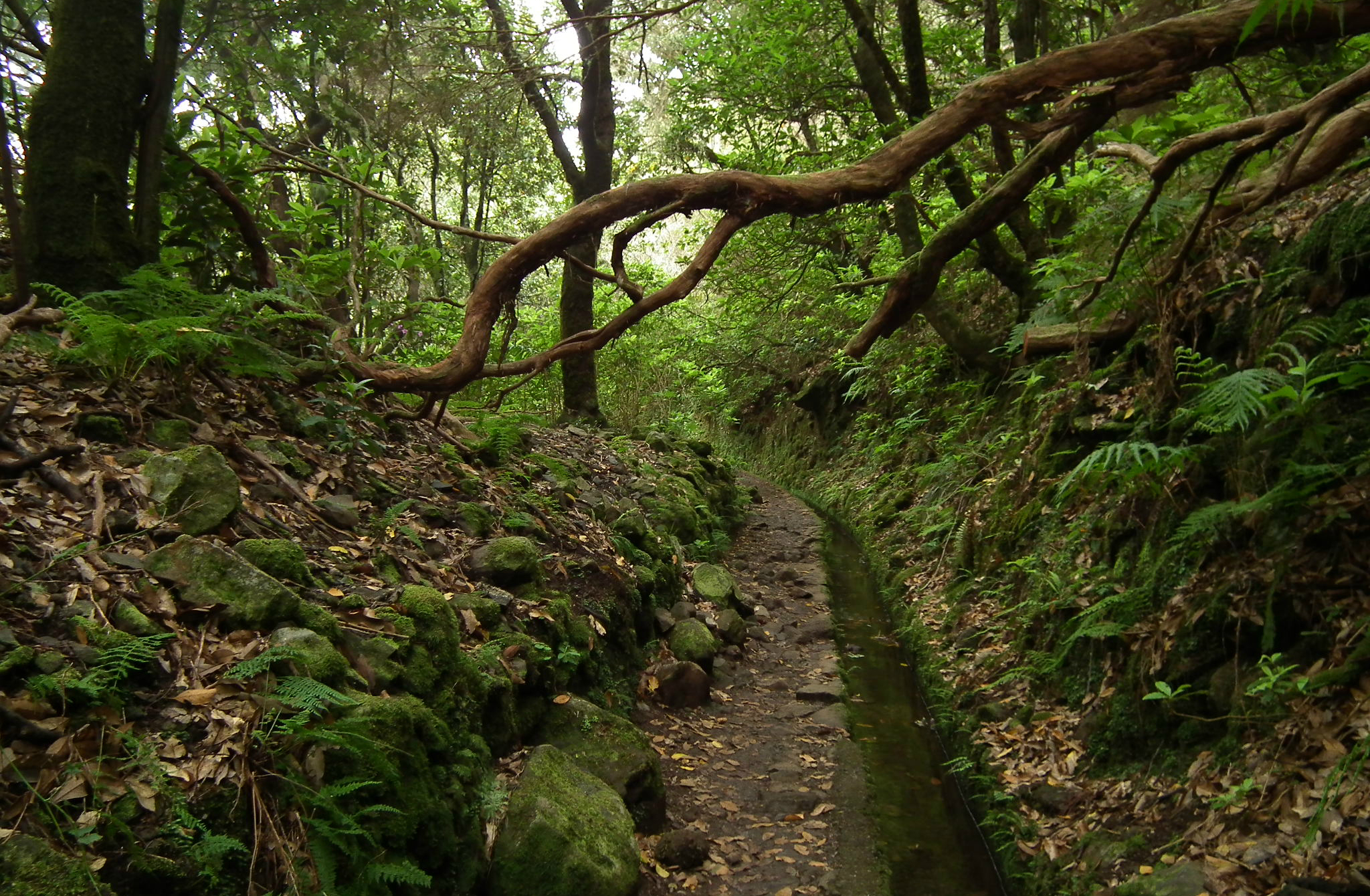
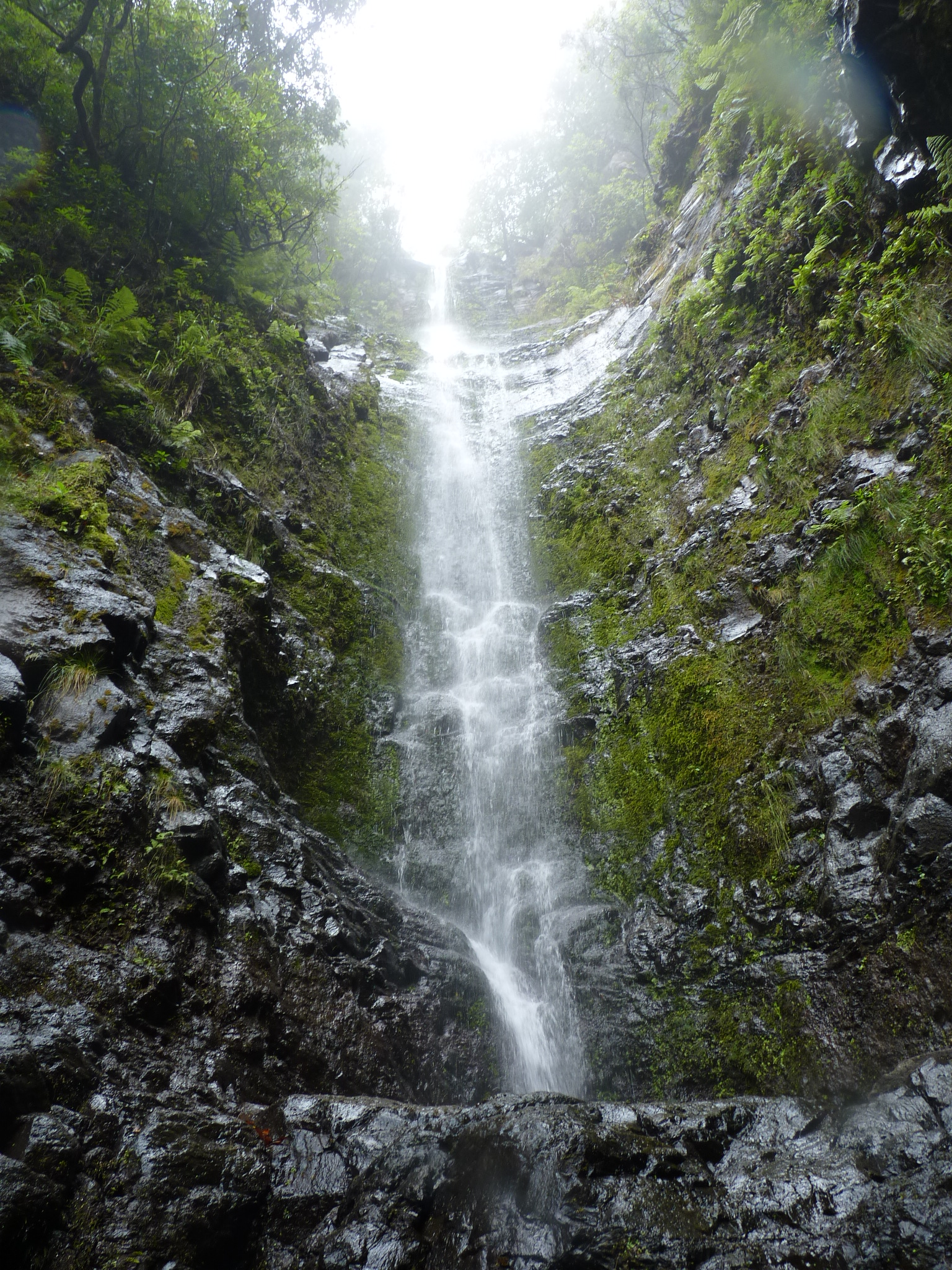
Vattenfall i Folhadal